# こすモ〜
こすモ〜は、宮崎県小林市の観光イメージキャラクター。

## 解説
市が観光イメージキャラクターを公募し、その中から決定された。
宮崎県が全国和牛共進会で日本一になった2012年10月29日が誕生日。
性別は「女の子」で首周りのスカートは同市の花のコスモスをモチーフとしている。
早朝のウォーキングが好き。